# Jerry Bengtson
Jerry Ricardo Bengtson Bodden (* 8. April 1987 in Santa Rosa de Aguán, Honduras) ist ein honduranischer Fußballnationalspieler, der derzeit bei CD Olimpia unter Vertrag steht.

## Vereinskarriere

### CD Vida
Im Alter von 17 Jahren debütierte Jerry Bengtson für CD Vida in der Liga Nacional de Fútbol de Honduras, der höchsten Spielklasse Honduras’. Bei Vida wurde er in der Clausura 2009/10 und der Apertura 2010/11 mit jeweils zwölf Treffern Torschützenkönig.

### CD Motagua
Zur Clausura 2010/11 wechselte Bengtson zu CD Motagua. Dort gelangen ihm in den 18 Partien der regulären Saison elf Treffer. In der Finalrunde um die honduranische Meisterschaft steuerte er im Halbfinale gegen seinen Ex-Klub Vida einen Treffer bei. In den beiden Endspielen gegen CD Olimpia erzielte Bengtson im Hinspiel einen Treffer beim 2:2. Beim 3:1-Rückspielerfolg gelangen ihm zwei Tore, womit er sich sowohl zum dritten Mal in Serie den Titel als besten Torjäger sichern konnte, als auch erstmals Meister wurde.

### New England Revolution
Am 5. Juli 2012 gab der US-amerikanische Verein New England Revolution bekannt, Bengtson ab sofort unter Vertrag zu nehmen. Sein erstes Spiel für seinen neuen Verein bestritt Bengtson am 9. Juli 2012 gegen New York Red Bulls.

### Restliche Karriere
Nach Stationen in Argentinien, dem Iran und Costa Rica wechselte Bengtson im Jahr 2018 in sein Heimatland zurück und unterschrieb einen Vertrag bei CD Olimpia.

## Nationalmannschaftskarriere
Im April 2010 debütierte Bengtson für die Nationalmannschaft Honduras in der Partie gegen Venezuela. Insgesamt gelangen ihm in 13 Länderspielen bislang fünf Treffer, darunter drei Tore beim CONCACAF Gold Cup 2011. Zusätzlich erzielte er dort im Elfmeterschießen den entscheidenden Treffer beim Viertelfinalerfolg über Costa Rica.
Am 8. Mai 2014 wurde Bengtson vom Trainer Luis Fernando Suárez in den Kader der Auswahl für die Weltmeisterschaft 2014 berufen. Im ersten Spiel gegen Frankreich (0:3) stand Bengtson in der Startaufstellung.

## Erfolge

### Verein
- Honduranischer Meister: Clausura 2010/11

### Persönlich
- Honduranischer Torschützenkönig: Clausura 2009/10 (12 Tore), Apertura 2010/11 (12 Tore), Clausura 2010/11 (15 Tore)